# Église Notre-Dame-de-Joie de Merlevenez
Pour les articles homonymes, voir Notre-Dame-de-la-Joie.
L'église Notre-Dame-de-Joie est située au bourg de la commune de Merlevenez dans le Morbihan. Elle est dédiée à Notre-Dame de Joie, dont la fête se célèbre le 8 septembre.

## Historique
La construction de l'église commence au XIe siècle et se poursuit au XIIe siècle. 
La nef est surélevée au XIVe siècle.
Le clocher est édifié sur le carré du transept, à la fin du XIVe siècle. 
La charpente du chœur est posée en 1410. 
Le clocher est restauré en 1533, après avoir été abattu par la foudre. 
À l'Est du croisillon Sud, la sacristie est construite au XIXe siècle.  
L'église Notre-Dame-de-Joie fait l’objet d’un classement au titre des monuments historiques depuis le 22 septembre 1927.
Durant l'épisode de la poche de Lorient, à la fin de la Seconde Guerre mondiale, le clocher de l'église sert de poste d'observation aux Allemands.  Pour cette raison, l'église subit de nombreux bombardements et le clocher s’effondre.
L'église est restaurée au cours des années 1960. C´est en supprimant la sacristie durant les travaux de restauration d'après guerre, que sont découvertes les fondations de l´ancienne absidiole sud du transept.

## Architecture et ornements
L'église est édifiée sous la forme d'une croix latine. Ses fondations s'appuient sur celles d'une chapelle construite par les Templiers. Une description détaillée de l'église a été faite par Roger Grand en 1927 dans un article du "Bulletin monumental" publié par la "Société française d'archéologie".
L'inventaire du patrimoine culturel en Bretagne consacre plusieurs pages à la description de cette église.

### Extérieur

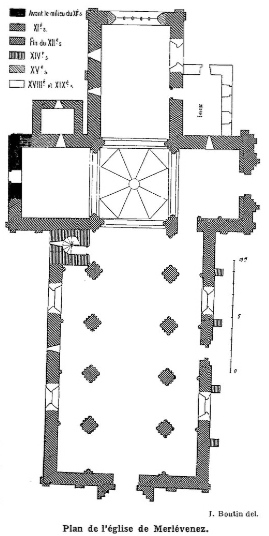
Plan de l'église Notre-Dame-de-Joie de Merlevenez publié par Roger Grand dans le "Bulletin monumental" publié par la "Société française d'archéologie" en 1927.

La façade ouest est épaulée de quatre contreforts maçonnés. Un massif maçonné saillant en bâtière encadre un portail à plusieurs rangs d'archivoltes sculptées  retombant sur des colonnes engagées à chapiteaux sculptés. Il est surmonté d'une haute fenêtre axiale de plein cintre à double rouleau. 
Le chevet est plat. Il est épaulé par des contreforts plats amortis en larmier qui sont disposés aux angles et au centre des murs latéraux entre les deux baies qui éclairaient chaque côté du chœur. 
Le mur sud de la nef présente deux baies, qui ont été remaniées au XVIIIe siècle et au XIXe siècle. 
La façade était percée de deux baies en arc plein-cintre, larges et à double rouleau. Des colonnettes portaient un décor de figures grimaçantes. 
Les contreforts sont des ajouts du XIVe siècle ou du XVe siècle. 
Le portail à double voussures est construit en arc plein-cintre. 
Il est percé dans la maçonnerie. 
Sur le pignon sud se détache un massif maçonné surmonté de modillons, percé d'un portail à plusieurs rangs d'archivoltes aux claveaux sculptés reposant sur des colonnes engagées à chapiteaux sculptés d'atlantes. Le tympan était originellement  sculpté d'une vierge entourée d'anges, détruit à la Révolution. 
Le clocher du XIVe siècle s'élève sur la croisée du transept.

### Intérieur
La nef possède trois vaisseaux et cinq travées de plan barlong, couverts de charpente. De hautes arcades à double rouleaux brisés, séparent la nef centrale des bas-côtés qui sont plus étroits. Les piles cruciformes sont supportées sur les quatre faces par des demi-colonnes.
L'arc diaphragme, à peine plus haut que les grandes arcades de la nef, laisse une surface nue sous la charpente percée d'une fenêtre dans l'axe.
La croisée fut dotée comme à Redon d'une coupole sur trompes, lesquelles subsistent malgré le remplacement de la coupole par une voûte d'ogive à huit compartiments lors de l'érection du clocher.
L'exceptionnelle série de chapiteaux historiés offre un riche répertoire figuratif : monstres hybrides, martyrs, acrobates et lutteurs, scène de chasse, vices et châtiments... On y décèle une influence poitevine (comme à Saint-Sauveur de Dinan ou Malestroit).

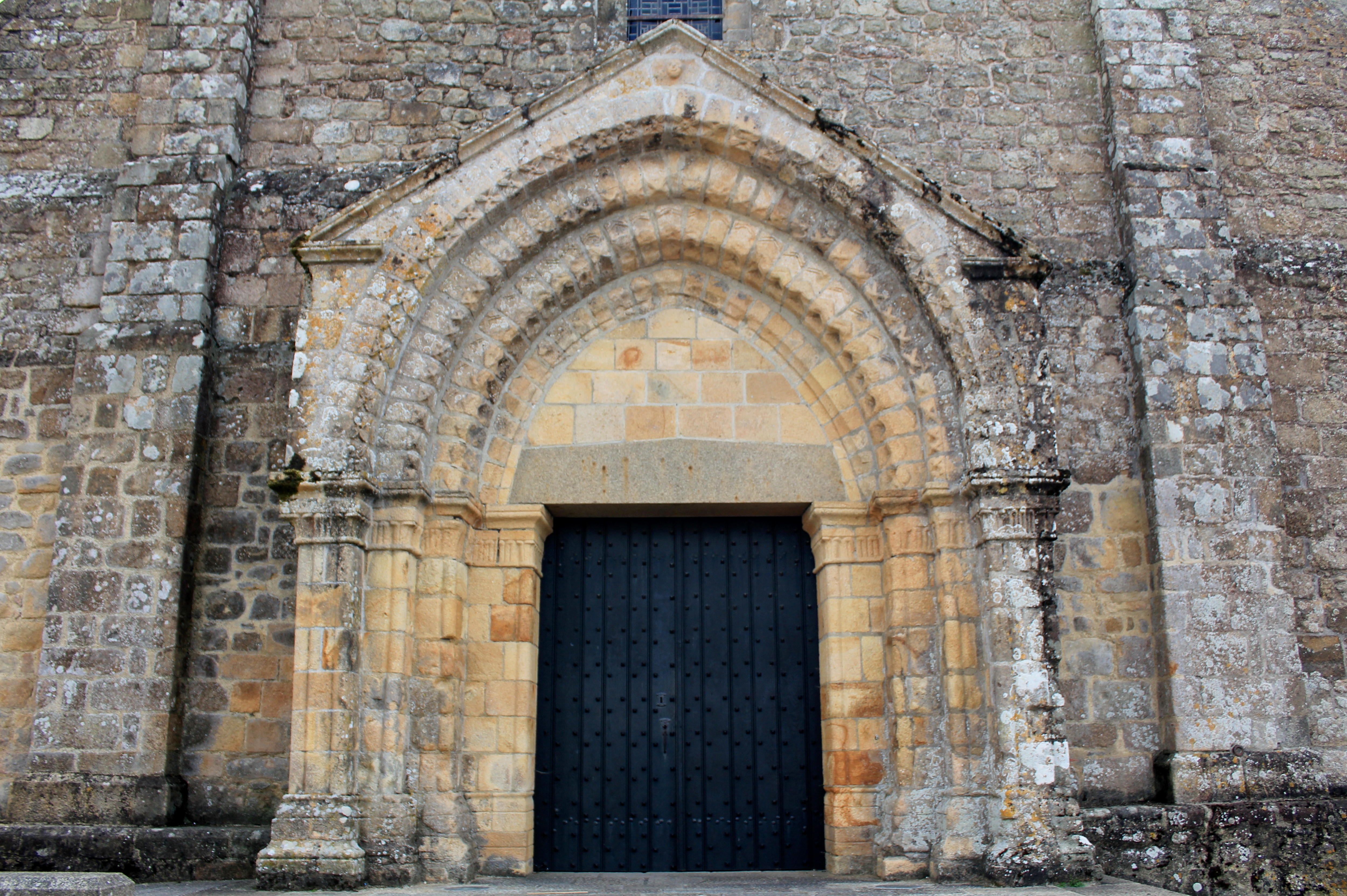
Portail ouest de l’église.
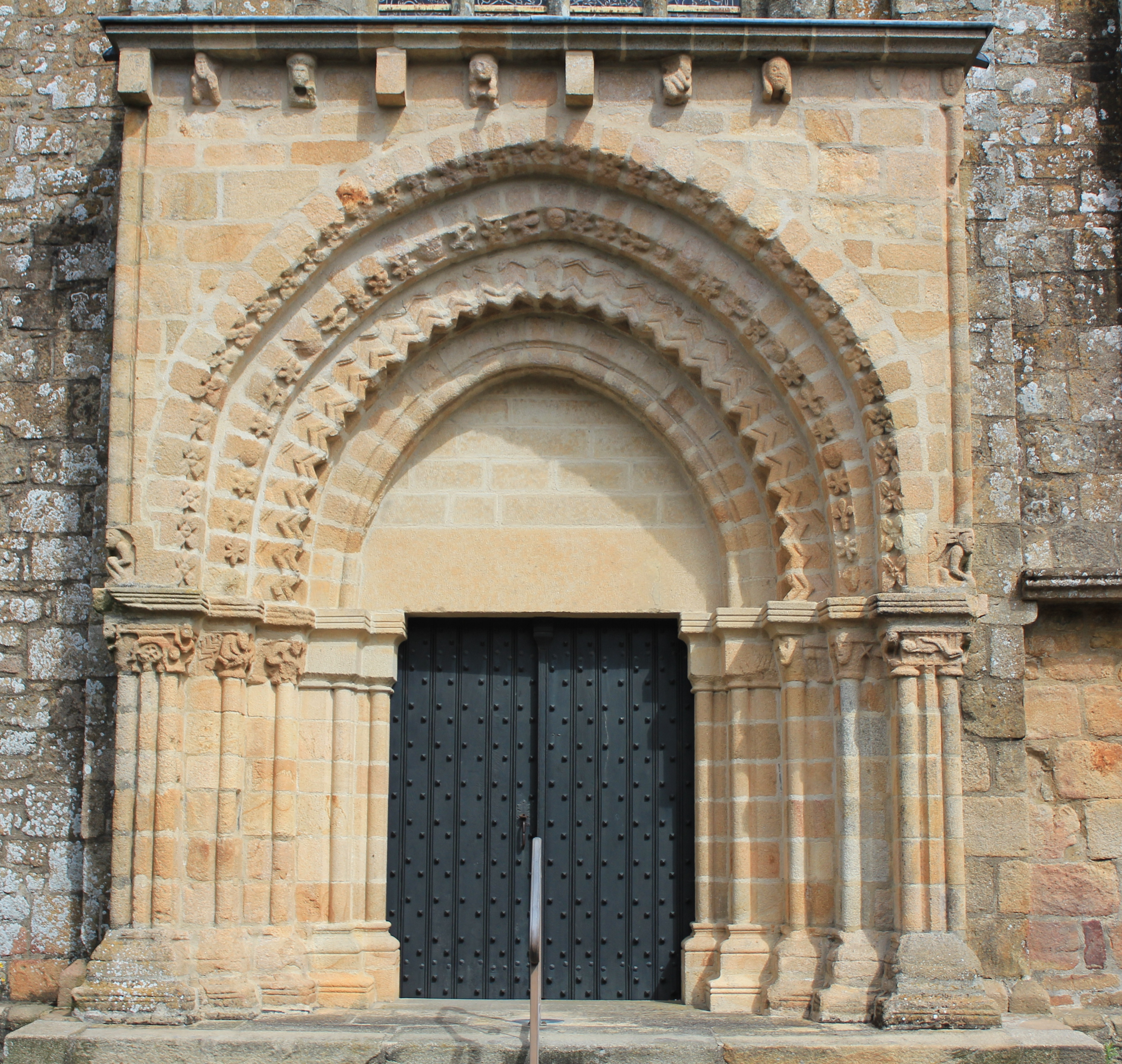
Portail sud de l’église.
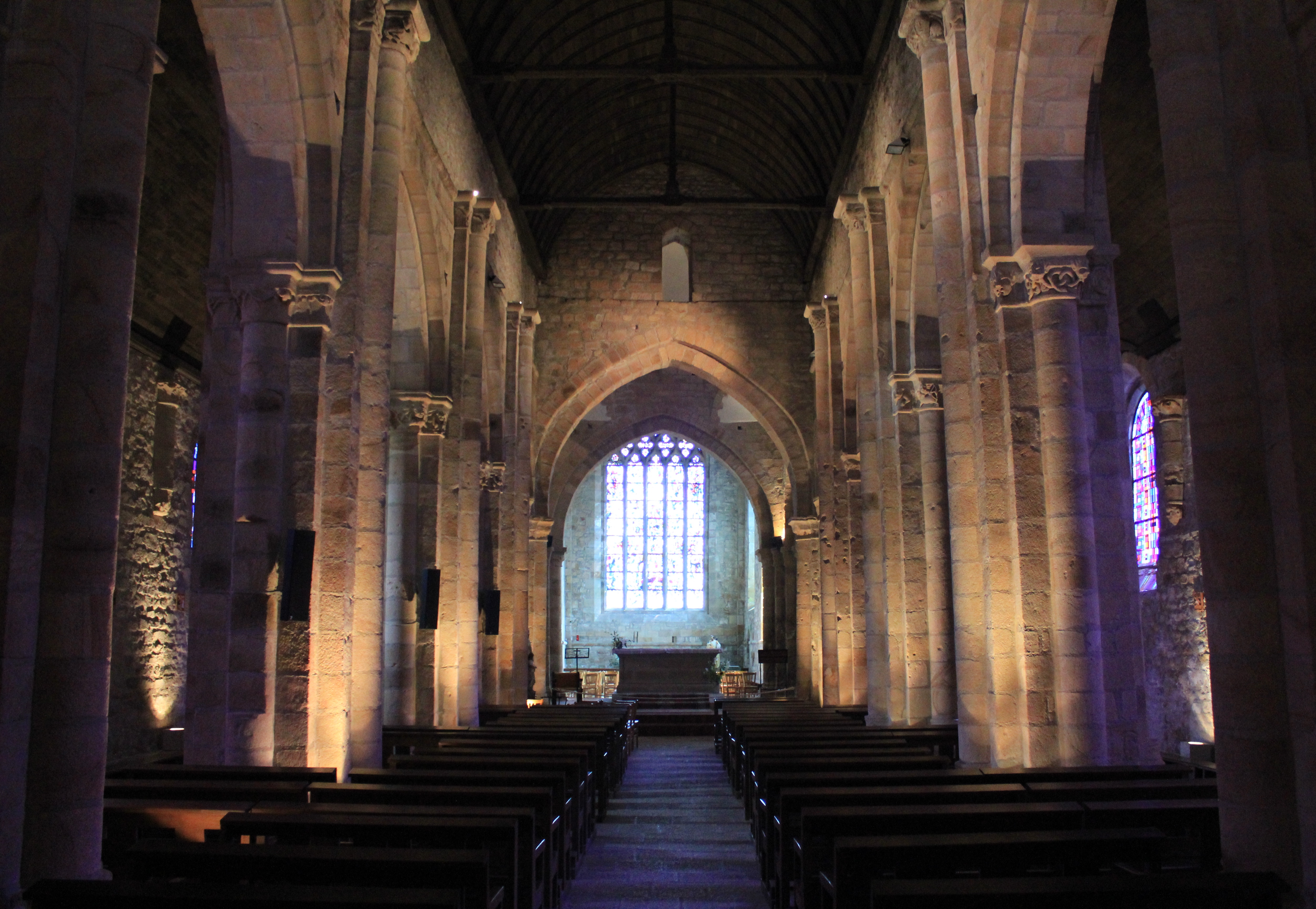
Nef de l'église.